# Homaranismo

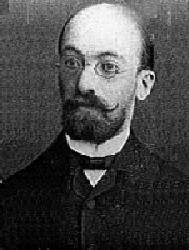
Ludwig L. Zamenhof, upphovsmannen bakom homaranismo.

Homaranismo är en sorts religion eller medmänsklighetslära utvecklad av upphovsmannen bakom esperanto, Ludwig Zamenhof. Precis som esperanto var tänkt som ett allas gemensamma andra språk, var homaranismo tänkt som en allas gemensamma religion. 
Homaranismo byggdes upp kring hans idé och strävan efter att uppnå fredlig samexistens och samarbete mellan världens olika folkgrupper, som också låg bakom hans projekt med språket esperanto och som på esperanto kom att kallas interna ideo. När esperanto hade lanserats och börjat spridas världen över gick Zamenhof vidare och byggde på sin idé om en gemensam religion. Precis som esperanto skulle vara ett extraspråk för internationell kommunikation, skulle inte homaranismo ersätta utan komplettera tidigare religioner, eller möjligen kunna förena alla religioner till en enda. Först publicerades religionen 1901 under namnet hilelismo, men från 1906 användes istället det nuvarande namnet, som på svenska kan översättas till mänsklighetstro. 
En person som tror på homaranismo kallas homarano ("en i mänskligheten"), och Zamenhof förklarar i Deklaracio pri Homaranismo från 1913 vad som krävs för att vara en sådan. Bland annat skriver han att mänskligheten enligt homaranismo är en enda familj, att alla har rätt att bo i det land man befinner sig, och att använda sitt eget språk. För att hålla sig utanför etniska och religiösa konflikter ska man inte deklarera att man är något annat än just en homarano. 
Grunderna i homaranismo redovisas också i samma dokument, under punkt tio. Zamenhof skriver att "den högsta och obegripliga kraften kallar jag Gud, och att den viktigaste grundregeln vid all mänsklig interaktion är ”Gör med andra så, som du skulle önska, att andra gjorde med dig...” (väldigt likt gyllene regeln). All tro utöver detta skall ses som tillägg, till exempel från ens egen religion, och om man inte tror på någon nuvarande annan religion, skall man enligt Zamenhof kalla sig fritroende, som inte är det samma som att vara ateist, utan ses som en religion i sig. Tills de fritroende inom homaranismen lyckas bilda en för mänskligheten gemensam religion kan en fritroende homarano fortsätta vara medlem i den religion denne redan har. 